# Мадрид (Њујорк)
Мадрид (енгл. Madrid) насељено је место без административног статуса у америчкој савезној држави Њујорк.

## Демографија
По попису из 2010. године број становника је 757.
| Група             | 2000.    | 2010.       |
| Белци             | 0 (0,0%) | 727 (96,0%) |
| Афроамериканци    | 0 (0,0%) | 8 (1,1%)    |
| Азијати           | 0 (0,0%) | 1 (0,1%)    |
| Хиспаноамериканци | 0 (0,0%) | 12 (1,6%)   |
| Укупно            | 0        | 757         |